# Устав Црне Горе из 1963.
Устав Социјалистичке Републике Црне Горе био је највиши правни акт Социјалистичке Републике Црне Горе. Усвојен је 10. априла 1963. године, на заједничкој сједници оба вијећа Народне скупштине Црне Горе, која је одржана у Титограду. Чин проглашења је обавио Филип Бајковић, предсједник Народне скупштине Црне Горе. Ступањем на снагу овог устава престао је да важи Уставни закон Народне Републике Црне Горе из 1953. године.
Доношењем овог устава, дотадашњи државни назив Народна Република Црна Гора промјењен је у Социјалистичка Република Црна Гора, чиме је извршено усклађивање уставне норме са претходно донетим Уставом Југославије, којим је дотадашњи државни назив Федеративна Народна Република Југославија промјењен је у Социјалистичка Федеративна Република Југославија, те су сходно томе извршене и одговарајуће промјене у називима свих федералних јединица. Дотадашњи назив Народна скупштина Црне Горе, промјењен је (члан 130.) у Скупштина Црне Горе .

## Државни симболи
Устав је садржао посебне одредбе о државним симболима Црне Горе, засноване на дотадашњим рјешењима, која су остала непромјењена. У члану 7. прописан је изглед државног грба, док је у члану 8. прописан изглед државне заставе, која је описана ријечима: "Застава Социјалистичке Републике Црне Горе састоји се из три боје: црвене, плаве и бијеле, с петокраком црвеном звијездом у средини".

## Положај Албанаца
Посебни уставним сегментом (чланови 64-68) уређен је положај етничких Албанаца у Црној Гори, који су у цјелокупном тексту устава називани Шиптарима, без икаквих негативних конотација. Устав је дефинисао Шиптаре као националну мањину, којој се у Црној Гори гарантују разна права у области очувања и развоја њиховог националног, односно етничког идентитета.